# コンスエグラ
コンスエグラ(Consuegra)は、スペイン・カスティーリャ＝ラ・マンチャ州トレド県のムニシピオ（基礎自治体）。コマルカ（郡）としてはラ・マンチャの構成自治体のひとつである。トレド県の県都トレドから南東に約60km、シウダ・レアル県の県都シウダ・レアルから北北東に約80kmの距離にある。2009年の人口は10,932人だった。主要な経済部門は農業であり、小麦などの穀物や野菜、ブドウ、オリーブ、サフランを生産している。他には繊維産業や材木業なども行っており、第三次産業では観光業・飲食業・輸出業が重要な産業である。重要なモニュメントとして城郭と風車がある。

## 地理
市街地を西から東にアマルギーリョ川が流れている。アマルギーリョ川は向きを変えて南下した後、シウダ・レアル県でシグエラ川（ヒグエラ川）に合流する。シグエラ川はシウダ・レアル県内を東から西に流れ、やがてグアディアナ川となって大西洋に注ぐ。自治体西部にはアルゴドール川の支流が流れている。この支流は上流部こそアマルギーリョ川と並行して流れるが、フィニステレ貯水池などを経て、トレド県内を南から北に流れる。トレド東郊でタホ川に合流し、ポルトガルを経て大西洋に注ぐ。
近隣の自治体としては、東6kmにマドリデホスが、北にモーラとトゥルレケが、西にウルダとロス・イェベネスが、南にシウダ・レアル県ビリャルビア・デ・ロス・オホスがある。

## 歴史
レコンキスタ中の1097年8月15日、アルフォンソ6世率いるカスティーリャ王国＝レオン王国連合軍とユースフ・イブン・ターシュフィーン率いるムラービト朝軍がコンスエグラの戦いで激突した。早々とムラービト朝が勝利をおさめ、エル・シッドの息子ディエゴ・ロドリゲスが戦死した。アルフォンソ6世はコンスエグラ城に退却したが、ムラービト朝軍に8日間包囲された。1891年9月11日には市街地近くを流れるアマルギーリョ川が氾濫した。古代ローマ時代の橋が破壊され、360人もの死者が発生した。1927年3月27日、アルフォンソ13世によって都市の称号が付与された。

## 人口
| コンスエグラの人口推移 1900－2006                       |
|                                                         |
| 出典:INE（スペイン国立統計局）1900年 - 1991年、1996年 - |

## 政治
1979年に行われた民主化後初の地方自治体選挙では、中道右派の民主中道連合(UCD)からアントニオ・ロペス・ポルティーリョが首長に就任し、ポルティーリョは1991年まで首長を務めた。1991年の地方自治体選挙では中道左派のスペイン社会労働党(PSOE)からマヌエル・グティエレス・ヒメネスが首長となり、2003年までは社会労働党の政治家が首長を務めた。2003年の地方自治体選挙では中道右派の国民党(PP)が得票率48.84%を獲得し、17議席中9議席を獲得して、ポルティーリョが市長に返り咲いた。社会労働党は41.58%で7議席を獲得し、統一左翼は8.18%で1議席を獲得した。2007年の地方自治体選挙では再び社会労働党が首長の座を奪還し、2011年選挙でもベニグノ・カサス・ゴメスが首長の座を守った。
| コンスエグラ首長 | コンスエグラ首長                                                      | コンスエグラ首長                                  |
| 在任期間         | 名前                                                                  | 政党                                              |
| ---------------- | --------------------------------------------------------------------- | ------------------------------------------------- |
| 1979-1983        | アントニオ・ロペス・ポルティーリョ                                    | 民主中道連合(UCD)                                 |
| 1983-1987        | アントニオ・ロペス・ポルティーリョ                                    | 無所属                                            |
| 1987-1991        | アントニオ・ロペス・ポルティーリョ                                    | 民主中道連合(UCD)                                 |
| 1991-1995        | マヌエル・グティエレス・ヒメネス グメルシンド・キホルナ・デル・アラモ | スペイン社会労働党(PSOE) スペイン社会労働党(PSOE) |
| 1995-1999        | グメルシンド・キホルナ・デル・アラモ                                  | スペイン社会労働党(PSOE)                          |
| 1999-2003        | グメルシンド・キホルナ・デル・アラモ                                  | スペイン社会労働党(PSOE)                          |
| 2003-2007        | アントニオ・ロペス・ポルティーリョ                                    | 国民党(PP)                                        |
| 2007-2011        | ベニグノ・カサス・ゴメス                                              | スペイン社会労働党(PSOE)                          |
| 2011-2015        | ベニグノ・カサス・ゴメス                                              | スペイン社会労働党(PSOE)                          |

## 交通
道路交通ではCM-42号線がコンスエグラを通っており、近隣のマドリデホスにはスペイン国内の主要幹線であるA-4号線（E-5号線）が通っている。CM-42号線でトレド県の県都トレド、シウダ・レアル県アルカサル・デ・サン・フアンと結ばれている。A-4号線でマドリード州アランフエス、シウダ・レアル県バルデペーニャス、アンダルシア州コルドバ県コルドバ、アンダルシア州セビリア県セビリアと結ばれている。マドリードやトレドなどからコンスエグラ行きのバスが出ている。

## 見どころ

### 風車群
スペイン中央部のカスティーリャ＝ラ・マンチャ州にはミゲル・デ・セルバンテスの小説『ドン・キホーテ』に見られるような風車がいくつも存在する。スペインでコンスエグラの他に風車で有名な自治体には、クエンカ県モタ・デル・クエルボ、シウダ・レアル県トメジョーソ、シウダ・レアル県カンポ・デ・クリプターナなどがあり、カンポ・デ・クリプターナはドン・キホーテが突撃した風車のモデルとなったことで知られる。
復元された風車の最良例がコンスエグラである。町の南西側には南北に細長いカルデリコの丘があり、12基の風車が中近世のような景観を与えている。コンスエグラの町は標高約700m、カルデリコの丘の上部は標高約800mであり、比高は約100mである。
14世紀に聖ヨハネ騎士団によって風車が導入され、特に小麦などの穀物を挽くために風車が使用された。コンスエグラの風車が知られるようになったのは、ミゲル・デ・セルバンテスが小説『ドン・キホーテ』を出版した17世紀初頭にまで遡る。風車は一般的に2部屋または2層以上からなっており、風車の上部またはドームは可動式である。風車の所有権は父親から息子に受け継がれ、所有者は60kgから70kgの穀物袋を風車の最上部に運び、羽根を回転させる。1980年代初頭には風車の利用が停止された。2008年、この風車群はスペイン重要文化財に登録された。
かつては13基の風車が建っており、12基が復元された。すべての風車は個別の名称を持つ。
1963年時点の名称（13基）
- ラ・ソーラ(La zorra)
- ラ・トゥエルタ(La tuerta)
- モチラス(Mochilas)
- ビスタ・アレグレ(Vista alegre)
- パンサ(Panza)
- ボレーロ(Bolero)
- サント・ドミンゴ(Santo domingo)
- チスパス(Chispas)
- ラストレーロ(Rastrero)
- ポル・シ・ペガ(Por si pega)
- バテリア(Bateria)
- エスパルテーロ(Espartero)
- ブランコ(Blanco)

現在の名称（12基）
- シン・ノンブレ(Sin nombre)
- クラビレーニョ(Clavileño)
- チスパス(Chispas)
- エスパルテーロ(Espartero)
- ルシオ(Rucio)
- カルデーニョ(Cardeño)
- カバリェロ・デル・ベルデ・ガバン(Caballero del verde gabán)
- アルカンシア(Alcancia)
- ルイナス(Ruinas)
- サンチョ(Sancho)
- マンブリーノ(Mambrino)
- ボレーロ(Bolero)

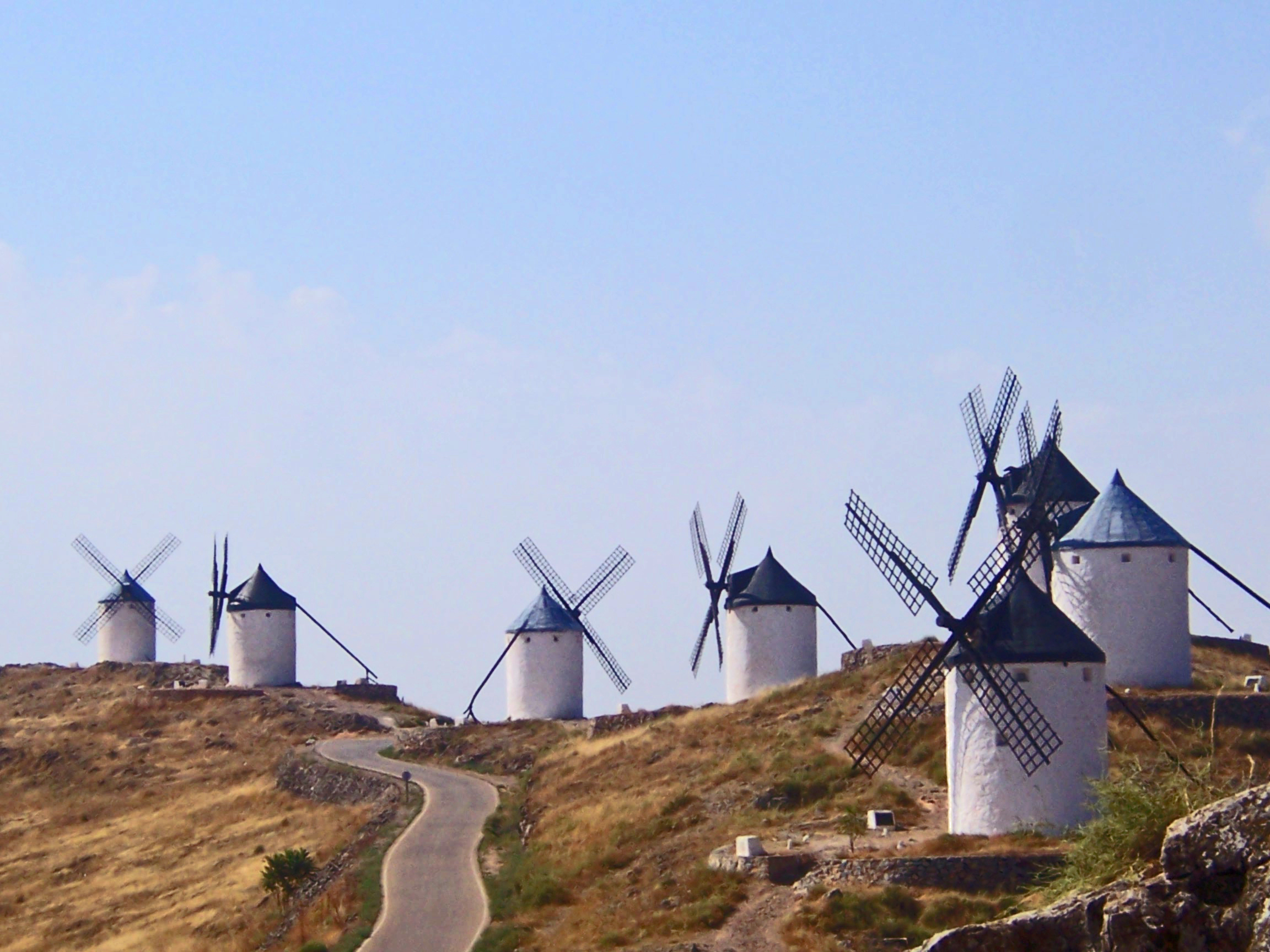
風車群（昼間）
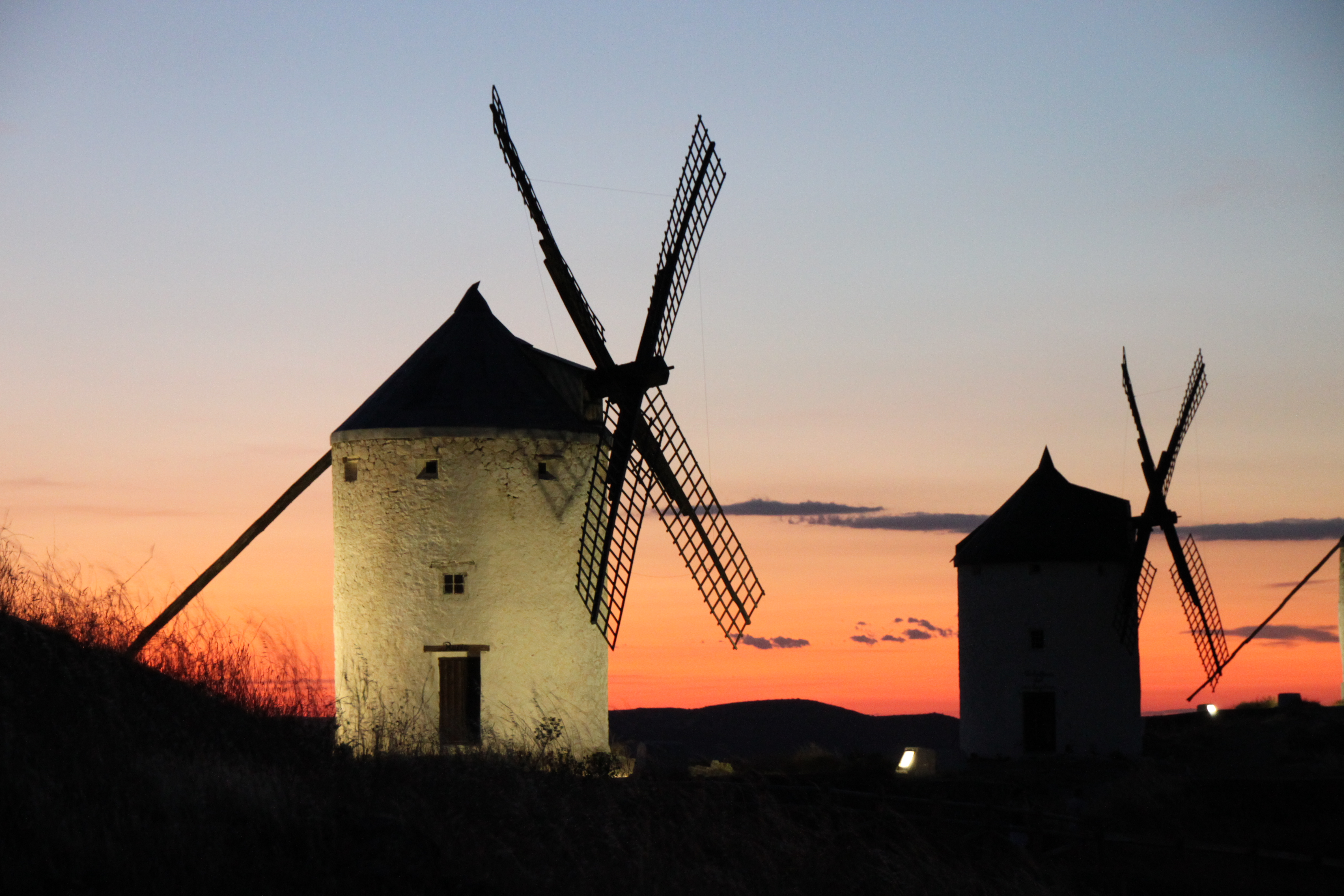
風車群（夕方）
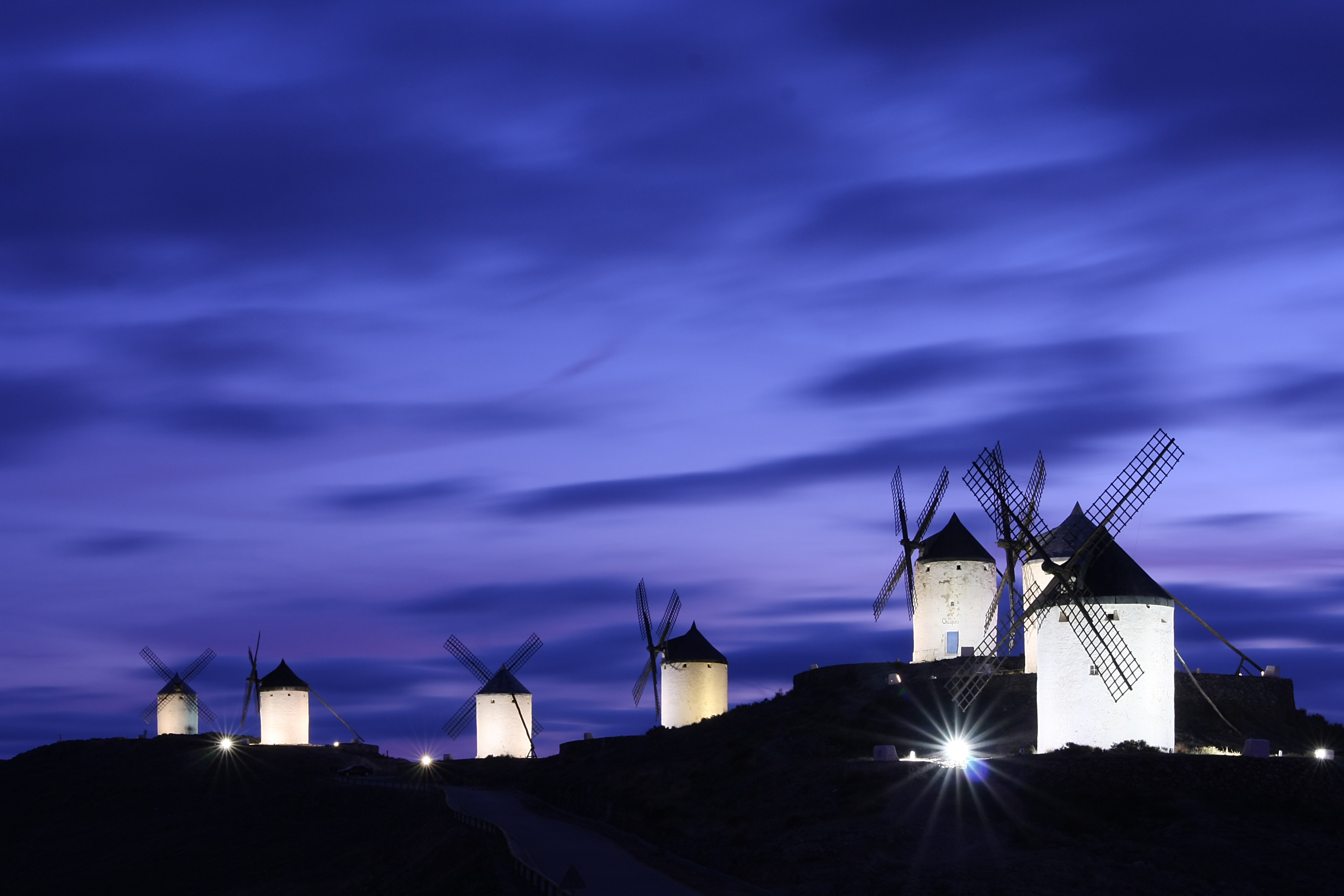
風車群（夜間）
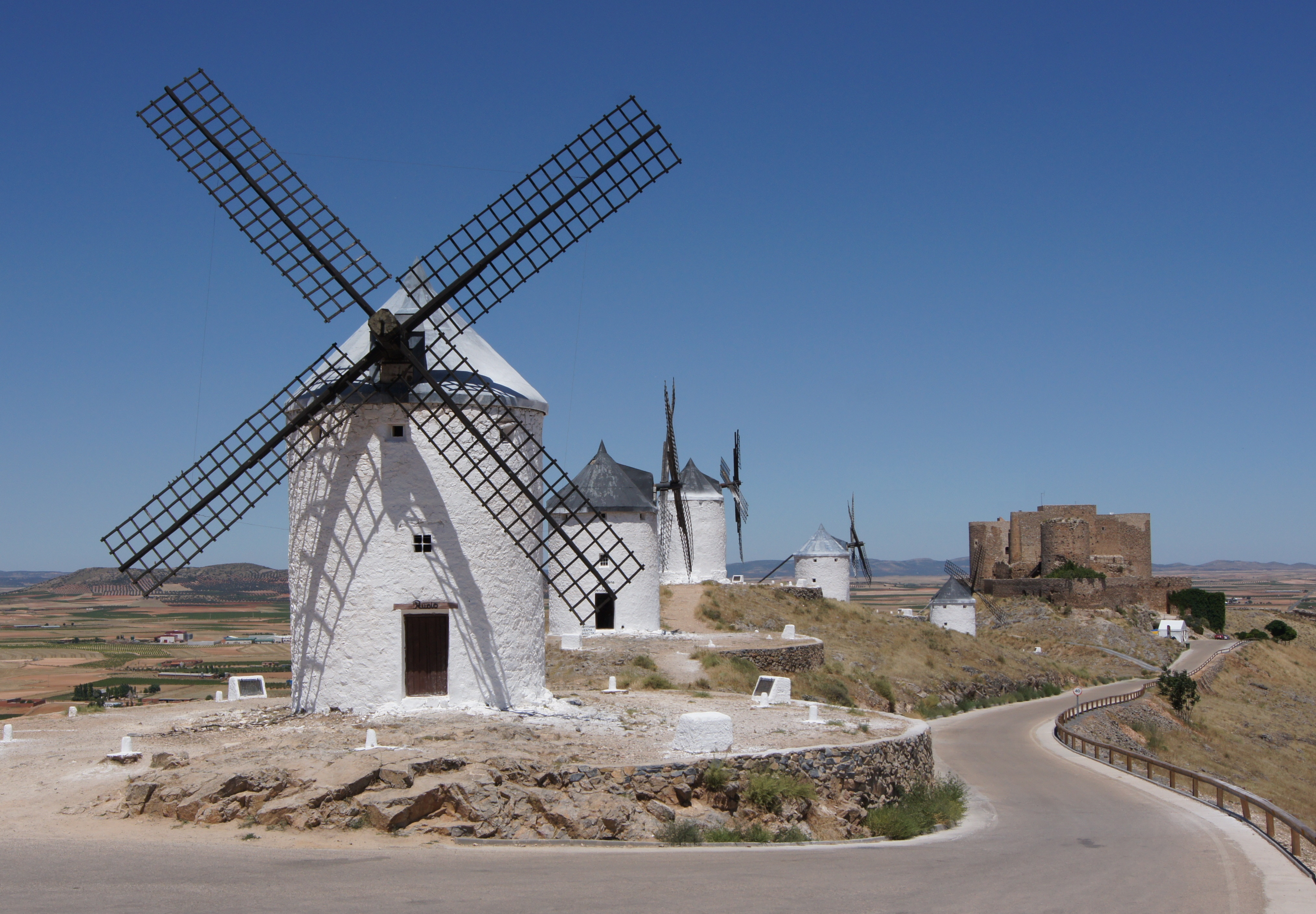
風車に近接する道路
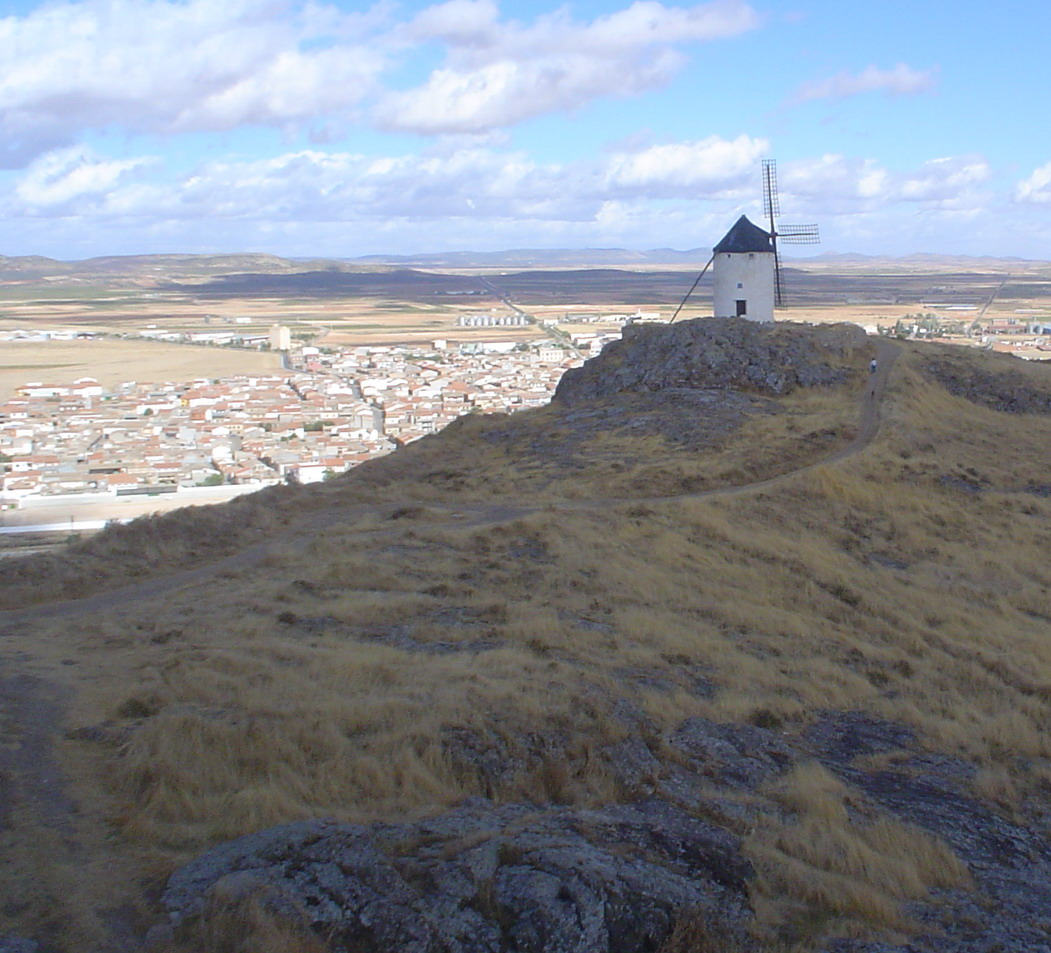
風車とコンスエグラの町

### コンスエグラ城

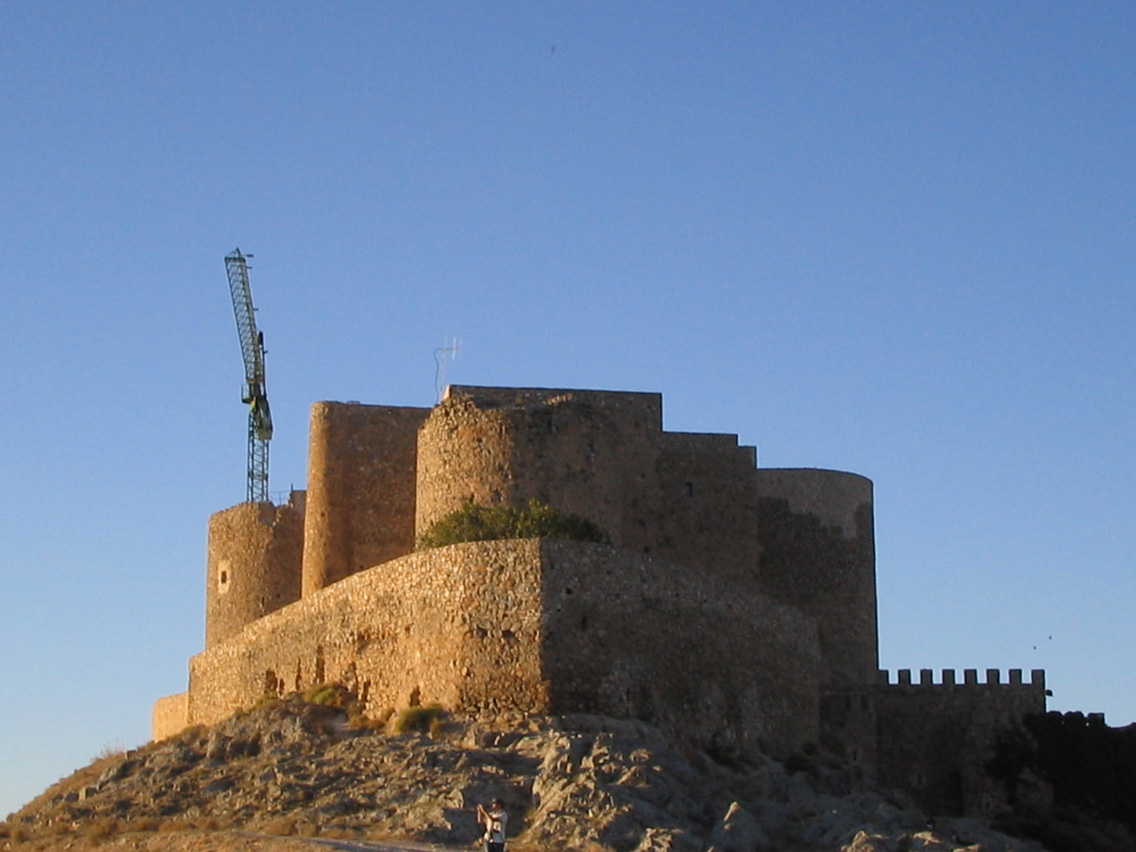
コンスエグラ城

オリジナルの要塞はローマ帝国のトラヤヌス帝によって建設された可能性もあるが、8世紀にアッバース朝第2代カリフのマンスール帝によって建設されたとする歴史的な記録が残っている。レコンキスタ中の12世紀には、アルフォンソ8世によって聖ヨハネ騎士団に譲渡され、聖ヨハネ騎士団が要塞を増強した。スペインを含む連合軍とナポレオン・ボナパルト率いるフランス軍が戦った半島戦争（スペイン独立戦争）中の1813年には城が破壊された。1962年には城が自治体に割譲されて改築が行われた。1985年には学校作業場が城内部に設立され、この作業場は現在も活動を続けている。

### 市庁舎・広場
1670年にルネサンス様式で建設された市庁舎は、エスパーニャ広場と呼ばれる主要な広場に面しており、「時計塔」と呼ばれている。この広場には17世紀に建てられたロス・コレドーレスと呼ばれるラ・マンチャ地方の典型的な建物があり、かつてはこの建物が市庁舎として使用されていた。

## 文化

### 工芸品
コンスエグラの工芸品はその品質と多様性で知られており、これらの製品の原料はこの地域固有のものが使用される。自治体内には伝統的なデザインの工芸品を製作するいくつかの作業場があり、手の込んだ戸、椅子や寝室などで使用する家庭用の家具などの作業場や、石造工芸品の作業場などがある。

### 祭礼
コンスエグラはサフランの産地として有名であり、10月最終週には「サフランのバラ」と呼ばれる祭礼が開催される。この祭礼は1962年にD.オスカル・ディグノエスによって設立され、1963年に始まった。サフランのバラは2部構成になっており、第1部はサンチョの風車での美人コンテスト、第2部は伝統料理大会である。「聖アントン祭」は春の復活祭の時期または9月20日-25日に行われる。「中世のコンスエグラ」も重要な祭礼である。

### 食文化
「マチェゴ料理またはトレド料理」がこの地方の伝統的な料理であり、パンにチョリソーやベーコンやハムなどを挟んで作るミガス、小麦粉・チョリソー・他の材料で作るガチャス(gachas)などがある。コンスエグラでは料理の色付けに使用するサフランを生産しており、「ラ・マンチャのサフラン」の原産地呼称制度（DO）の対象地域となっている。

## 姉妹都市
- アキテーヌ地域圏ロット＝エ＝ガロンヌ県ル・パッサージュ